# Sijarina
Sijarina (cyr. Сијарина) – wieś w Serbii, w okręgu jablanickim, w gminie Medveđa. W 2011 roku liczyła 133 mieszkańców.